# Chalcosyrphus vecors
Chalcosyrphus vecors là một loài ruồi trong họ Ruồi giả ong (Syrphidae). Loài này được Osten Sacken mô tả khoa học đầu tiên năm 1875. Chalcosyrphus vecors phân bố ở miền Tân bắc